# John Hayes
John "Johnny" Joseph Hayes (10. dubna 1886, New York, New York – 23. srpna 1965 Englewood, New Jersey) byl americký atlet, olympijský vítěz v maratonu v roce 1908.
Narodil se v rodině irských emigrantů. Maraton běžel poprvé v roce 1906 ve svých dvaceti letech.
Olympijský maraton v Londýně v roce 1908 měřil poprvé 42 195 metrů. Na stadion vběhl jako první Ital Dorando Pietri, ale byl značně vyčerpaný, několikrát upadl a do cíle se dostal s pomocí pořadatelů. Hayes doběhl druhý se ztrátou půl minuty. Po protestu americké výpravy byl Pietri diskvalifikovaný za nedovolenou pomoc a Hayes byl vyhlášen olympijským vítězem. Později se stal atletickým trenérem, připravoval výpravu USA před olympiádou ve Stockholmu v roce 1912.